# 2001年 (織田哲郎の曲)
『2001年』（にせんいちねん）は、織田哲郎の通算3枚目のシングル。1983年5月21日にCBS/SONYから発売された。同年6月22日に発売された1stアルバム『VOICES（ヴォイセス）』にも収録されている。

## 内容
WHY、織田哲郎&9th IMAGEを経てのソロ・デビュー・シングル。

## 収録曲
- 全作詞・作曲・編曲：織田哲郎

1. 2001年
2. Night

## 参加ミュージシャン
- 北島健二 - ギター
- 伊藤広規 - ベース